# Claudius
För andra betydelser, se Claudius (olika betydelser).
Tiberius Claudius Caesar Augustus Germanicus, före makttillträdet Tiberius Claudius Nero Germanicus, född 1 augusti 10 f.Kr. i Lugdunum (nuvarande Lyon), död 13 oktober 54 e.Kr. i Rom, var från den 24 januari 41 e.Kr. det romerska rikets fjärde kejsare. Han tillhörde den julisk-claudiska ätten.
Claudius föddes i Lugdunum (nuvarande Lyon) i provinsen Gallien i östra Frankrike, och var därmed den förste romerske kejsaren som var född utanför Italien. Hans föräldrar var Drusus och Antonia d.y. Som ung hölls Claudius tillbaka från en offentlig karriär av sin familj. Trots sin brist på politisk erfarenhet, visade han sig som kejsare vara en duglig administratör som genomförde reformer inom en mängd områden. Under Claudius tid inleddes den romerska erövringen av de Brittiska öarna år 43 e.Kr. Han intresserade sig för lagstiftning och satt som domare vid offentliga rättegångar, och lät även uppföra många imponerande byggnadsverk. Den romerska aristokratin var dock negativt inställd till honom under hela hans regeringstid, och han förlitade sig mer på sina egna frigivna slavar som tjänstemän och ministrar. Han tvingades hela tiden försvara sin ställning, vilket ledde till att många romerska senatorer dödades. Även i sitt privatliv drabbades Claudius av motgångar och en av dessa kan ha lett till att han mördades till förmån för styvsonen Nero som han adopterat. Dessa händelser svärtade ner Claudius rykte hos antikens historieskrivare, något som den moderna historieskrivningen i mycket har återupprättat.

## Biografi

### Barndom och uppväxt
Claudius föddes som Tiberius Claudius Drusus den 1 augusti år 10 f.Kr., i Lugdunum i Gallien, samma dag som man där invigde ett altare till Augustus ära. Hans far var Nero Claudius Drusus och hans mor var Antonia och han hade en äldre bror vid namn Germanicus och en syster, Livilla. Det är möjligt att han även hade två andra syskon som dog vid späd ålder.
Hans morfar var Marcus Antonius och hans mormor var Octavia d.y., Caesar Augustus syster, vilket innebar att han härstammade från en syster till Gaius Julius Caesar. Hans farmor och farfar var Livia, Augustus tredje hustru, och Tiberius Claudius Nero. För att ytterligare förstärka den ställning hans härkomst gav honom, återuppväckte Claudius när han blivit kejsare ett gammalt rykte, att hans far Drusus egentligen varit oäkta son till Augustus och att kejsar Augustus alltså därmed var hans farfar.
År 9 f.Kr. avled Drusus oväntat under ett fälttåg i Germanien, antagligen på grund av plötslig sjukdom. Detta innebar att Claudius kom att uppfostras av sin mor, som aldrig gifte om sig. När det blev tydligt att Claudius led av ett handikapp innebar detta att hans relationer till familjen drastiskt försämrades. Antonia kallade honom för ett monster och pekade ut honom som en idiot. Det verkar som om hon under flera år överlät Claudius fostran på hans farmor Livia. Livia var inte mycket vänligare och skickade ofta korta arga brev till honom, där hon läxade upp honom. En "före detta muldrivare" anställdes för att fostra honom, då det ansågs att hans tillstånd berodde på lättja och brist på viljestyrka. När han nådde tonåren förefaller det dock som om hans sjukdomssymptom avtog, vilket ledde till att hans familj började lägga märke till hans bildning och intellektuella intressen. År 7 e.Kr. anställdes Livius för att undervisa honom i historia, med hjälp av Sulpicius Flavus. Claudius tillbringade mycket tid med dessa lärare och med filosofen Athenodoros. Enligt ett brev överraskades Augustus av Claudius retoriska skicklighet. Detta ledde till att Claudius familj började hysa förhoppningar om hans framtid.
Ironiskt nog var det hans arbeten som historiker i vardande som förstörde inledningen på Claudius karriär. Enligt Vincent Scramuzza och andra, började Claudius skriva ett verk om de romerska inbördeskrigen som var antingen alltför sanningsenliga, eller alltför kritiska mot Octavianus (den blivande Augustus). Hur som helst var det alltför tidigt att försöka ge sig på att skriva om dessa händelser då många av de inblandade fortfarande var i livet och skulle ha starka åsikter om hur de och händelserna skildrades. Verket tjänade också till att påminna Augustus om att Claudius olyckligtvis var släkt med Marcus Antonius. Claudius mor och farmor satte snart stopp för hans arbete med detta verk och händelsen bidrog till att bevisa för dem att Claudius inte var lämplig att inneha något offentligt ämbete. Det var uppenbart att man inte kunde lita på att han skulle vara lojal mot familjen och deras val av offentlig historieskrivning. När han senare i livet återupptog arbetet med detta verk hoppade han över händelserna kring det andra triumviratet helt och hållet. Men skadan var skedd och hans familj såg till att Claudius åter hamnade i bakgrunden. När Pavias triumfbåge till den kejserliga familjens ära restes år 8 e. Kr, ristades Claudius namn in längst ut på kanten, trots att han vid det laget var pater familias. Det har till och med hävdats att hans namn ursprungligen inte stod med alls, utan att han själv när han långt senare blev kejsare lät lägga till det.

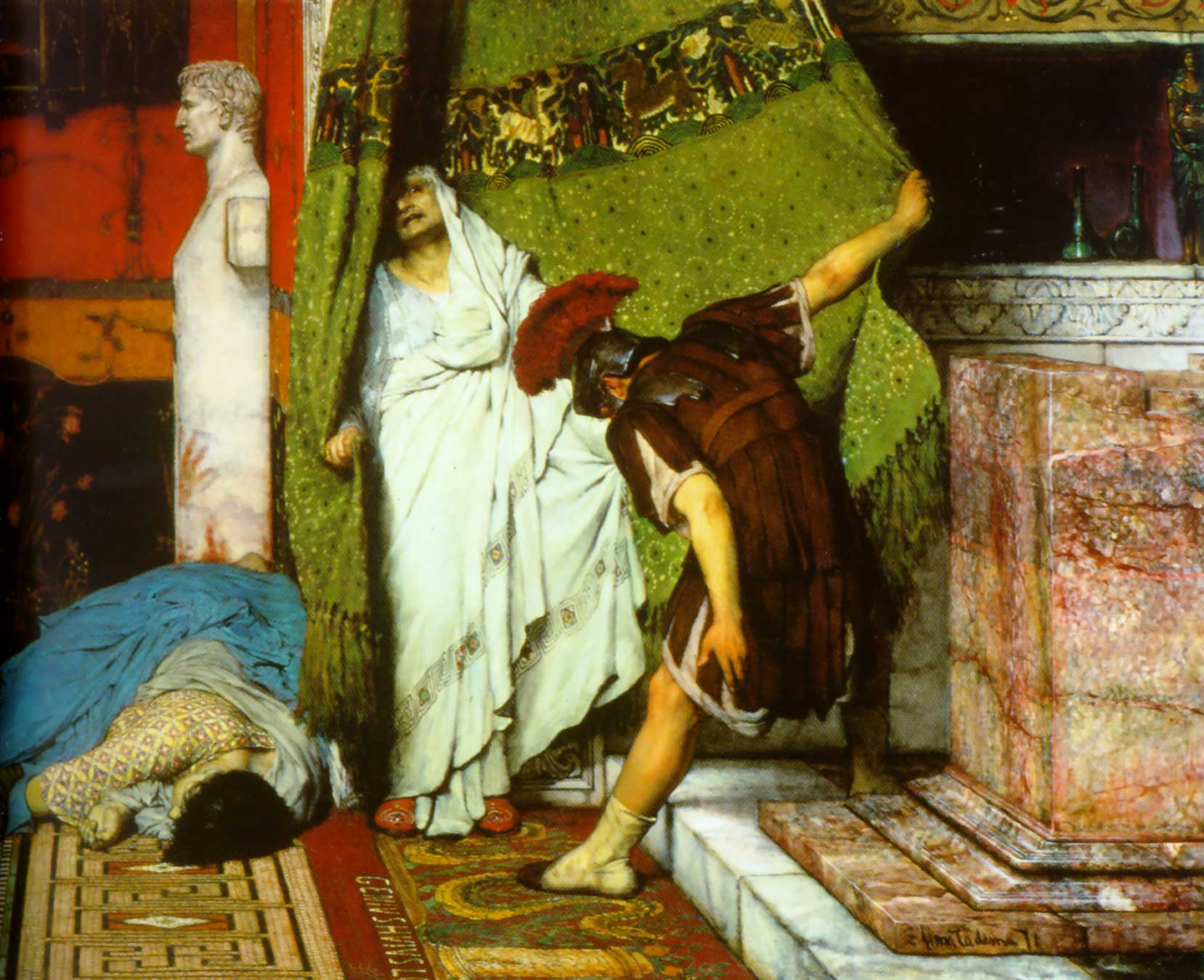
Gratus utropar Claudius till kejsare. Detalj från En romersk kejsare 41 e.Kr., av Lawrence Alma-Tadema 1871.

När Augustus dog år 14 e.Kr. bad Claudius, som vid det laget var 23 år gammal, sin farbror Tiberius om lov att inleda sin cursus honorum. Tiberius, den nye kejsaren, svarade genom att ge honom rätten att bära en senators hederstecken men inte mer. Då Claudius åter bad om att få någon form av offentligt ämbete nekades han detta av kejsaren. Då Tiberius inte visade sig generösare än sin företrädare gav Claudius upp hoppet om en offentlig karriär och drog sig i stället tillbaka för att odla sina akademiska intressen.
Trots att han alltså föraktades av den kejserliga familjen verkar det som om allmänheten redan tidigt började respektera Claudius. Vid Augustus död bad de romerska equites, "riddarståndet", honom att leda deras delegation. När Claudius hus brann ner beordrade senaten att det skulle byggas upp igen med offentliga medel. De begärde även rätten för Claudius att delta i senatens debatter och överläggningar. Tiberius svarade nekande på båda dessa förfrågningar, men de visar på senatens inställning till Claudius. När Tiberius son och arvinge avled var det vissa som såg Claudius som en lämplig arvinge till tronen. Då detta sammanföll med de våldsamma utrensningar bland Roms ledande personligheter som ledaren för pretoriangardet, Sejanus, genomförde, valde dock Claudius att ta avstånd från förslaget.
När Tiberius dog efterträddes han av Caligula, som var son till Claudius bror Germanicus. Caligula insåg att han kunde ha nytta av Claudius och han utnämnde honom till medkonsul år 37 e.Kr., som ett led i högtidlighållandet av minnet av Caligulas avlidne far, Germanicus. Trots detta ägnade sig Caligula åt att med stor grymhet driva med Claudius. Han utsatte honom för diverse spratt, krävde honom på enorma summor pengar, förnedrade honom inför senaten och så vidare. Han ska bland annat ha varit präst i kejsarkulten. Enligt Dio Cassius såväl som ett porträtt som troligtvis föreställer Claudius, blev han mycket tärd och avmagrad under Caligulas regeringsperiod, antagligen på grund av den stress han utsattes för.

### Tillträde som kejsare (41)
Den 24 januari år 41 e.Kr. mördades Caligula av en grupp konspiratörer under ledning av Cassius Chaerea, tribun vid pretoriangardet, men till sammansvärjningen hörde även kretsar inom hovstaten och senaten. Det finns inga bevis för att Claudius skulle ha varit delaktig i komplotten men det har hävdats att han kände till den i förväg, särskilt som han avlägsnade sig från scenen strax före mordet. När sedan Cassius Chaerea efter mordet på Caligula även dräpte Caligulas hustru och dotter blev det uppenbart att hans planer var mer långtgående än den ursprungliga komplotten och att han ämnade utplåna hela den kejserliga familjen. I kaoset som uppstod tvingades Claudius bevittna hur det germanska gardet mördade flera av hans vänner, varpå han flydde till det kejserliga palatset för att gömma sig. Det var där traditionen hävdar att en pretorian vid namn Gratus hittade honom bakom ett draperi och plötsligt utropade honom till kejsare.  En del av gardet kan ha beslutat sig redan i förväg för att upphöja Claudius. Det är till och med möjligt att detta skedde med hans godkännande. Gardet försäkrade honom om att de inte var ute efter att skada honom och han fördes snabbt till deras läger för att de lättare skulle kunna beskydda honom.

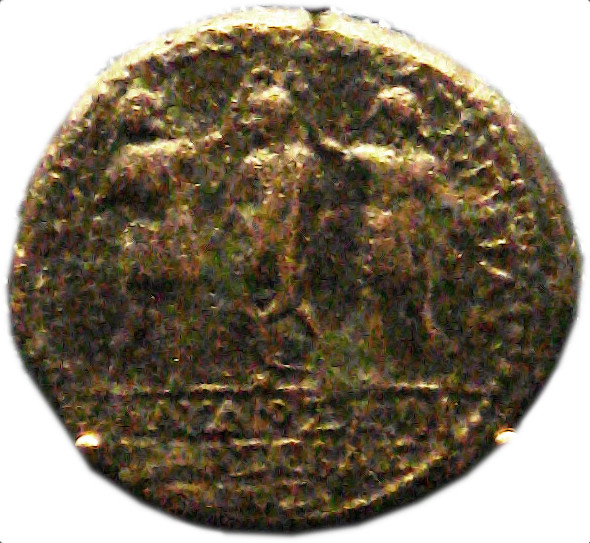
Mynt som visar hur Herodes Agrippa kröner Claudius. British Museum.

Senaten samlades snabbt för att diskutera hur ett nytt styre skulle utformas. Denna diskussion urartade dock snart till ett gräl om vem av dem som skulle ta över som kejsare. När de fick höra att pretoriangardet utvalt Claudius till ny princeps begärde de att han skulle infinna sig i senaten för att de skulle anta honom. Claudius vägrade dock, då han insåg vilka faror detta var förknippat med. Vissa historiker, särskilt Josefus, hävdar att Claudius kontrollerades av Herodes Agrippa, kung av Judéen, men moderna historiker pekar på hur Josefus i en tidigare version av sin beskrivning av händelserna inte alls tillmäter Herodes Agrippa en framträdande roll. Vi vet alltså inte idag hur stor roll Herodes spelade. Senaten tvingades hur som helst att ge efter och i gengäld benådade Claudius nästan samtliga Caligulas mördare.
Claudius vidtog en mängd åtgärder för att förstärka sin ställning gentemot presumtiva utmanare om makten. De flesta gick ut på att konsolidera hans ställning som paterfamilias inom den julisk-claudiska ätten. Han tog sig namnet Caesar som agnomen för att framhäva sin härkomst. Namnet Caesar vägde fortfarande tungt bland den romerska allmänheten och för att kunna göra detta frånsade han sig namnet Nero som han fått som överhuvud för denna gren av ätten, då hans äldre bror Germanicus blivit adopterad till den juliska familjen. Trots att han inte adopterats av Augustus eller av dennes efterträdare ansåg han att han hade rätt till namnet Caesar, eftersom han var barnbarn till Octavia. Liksom de tidigare kejsarna antog han även namnet Augustus vid sitt tillträde. För att hedra sin framlidne bror, som varit mycket populär, behöll han även namnet Germanicus. Han vidtog även åtgärder för att framhäva sina band till Augustus hustru Livia, och han kallade sig ofta i offentliga sammanhang för "filius Drusi" för att påminna om att han var denne legendariske soldats son. 
Då det var pretoriangardet och inte senaten som hade utropat Claudius till kejsare, vilket bröt med traditionen och förringade senatens makt, innebar det att många som skrev om hans person och regering gjorde det ur ett negativt perspektiv då de försvarade senatens ställning. Detta gäller till exempel Seneca. Dessutom var han den förste kejsaren som utarbetade ett formellt system för att muta sig till arméns lojalitet. Tiberius och Augustus hade båda lämnat gåvor till armén i sina testamenten och då Caligula dog hade armén förväntat sig detsamma även om inget testamente existerade. Claudius visade sin tacksamhet till gardet, genom att låta prägla hyllningsmynt åt gardet redan tidigt under sin regering.

### Imperiets utökning
Under Claudius genomgick imperiet sin största expansion sedan Augustus dagar. Provinserna Thrakien, Noricum, Pamphylien, Lykien och Judéen annekterades under Claudius regeringstid. Annekteringen av Mauretania, som påbörjats under Caligula avslutades efter att upprorsstyrkor besegrats och det tidigare kungariket delades in i två romerska provinser.  En annan viktig erövring var den romerska annekteringen av de brittiska öarna.

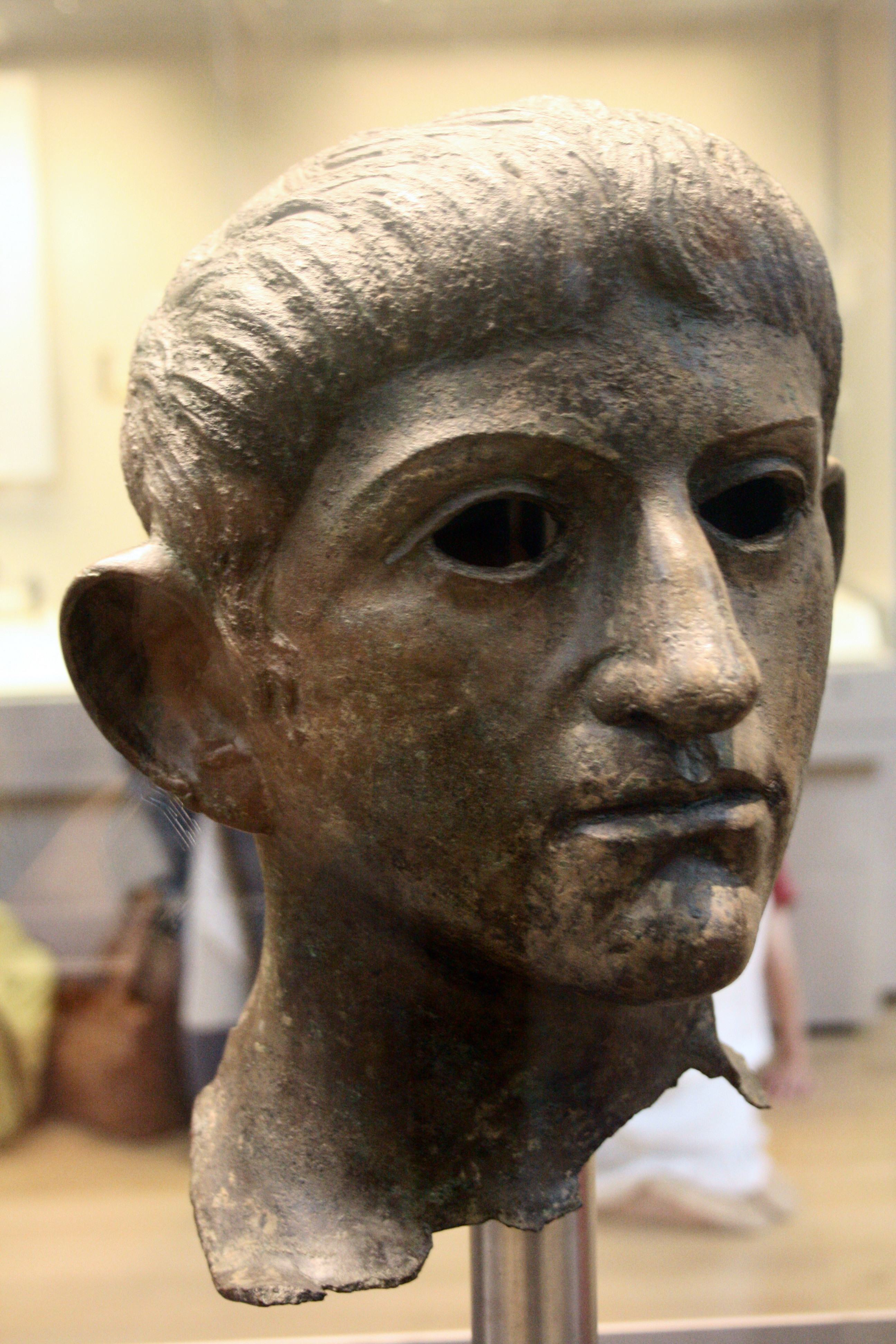
Bronshuvud av Claudius som återfanns i Suffolk. (British Museum)

År 43 e.Kr. skickade Claudius Aulus Plautius med fyra romerska legioner till Britannien på uppmaning av en av de stammar som då var inblandade i maktstrider på ön. Britannien var attraktivt för Rom, då man där kunde hämta åtråvärda handelsvaror såsom metaller och slavar. Då även galliska rebeller tagit för vana att gömma sig där, hade romarna ett starkt intresse av att lägga området under sig. Claudius själv reste till Britannien tillsammans med förstärkningar, bland annat elefanter och kameler, så fort den första offensiven fullbordats. När elefanterna användes vid stormningen av Camulodunum måste de ha erbjudit en överväldigande syn för öborna.  Claudius reste vidare efter 16 dagar men stannade i de norra provinserna i Frankrike ännu en tid. När han återvände till Rom tillerkändes han en triumf av senaten, en ära som vid denna tid var förbehållen medlemmar av den kejserliga familjen. Claudius ändrade senare denna regel för att kunna tillerkänna några av sina generaler rätten att fira triumf. Senaten gav honom även rätten att bära hedersnamnet Britannicus, men Claudius använde det aldrig själv utan accepterade det å sin sons vägnar. När den brittiske generalen Caratacus tillfångatogs år 50 e.Kr. beviljade Claudius honom nåd. Caratacus kunde sedan leva resten av sitt liv på land som han fick av den romerska staten, ett ovanligt öde för en fiende som tillfångatagits.
Claudius lät genomföra en folkräkning (census) år 48 e.Kr. som kom fram till att det fanns 5.984.072 romerska medborgare, vilket innebar en ökning med över en miljon sedan Augustus genomfört den senaste folkräkningen.  Claudius hade bidragit till denna ökning genom att tillerkänna invånarna i vissa provinser romerskt medborgarskap. Detta hade främst skett för att uppmuntra lojaliteten hos de folk som visat sig ställa upp för romarna mot gemensamma fiender och där de ledande skikten kunde hjälpa till att gynna romerska intressen.

### Lagstiftning
Claudius satt själv till doms vid flera rättegångar under sin regeringstid. Antikens historieskrivare beklagar sig över detta, då de ansåg att hans domar var lekmannamässiga och inte alltid förenliga med lagen. Han kunde dessutom lätt påverkas. Till Claudius insatser för det juridiska systemet hörde att han lät förkorta domstolarnas traditionella viloperioder vilket bidrog till att det juridiska året förlängdes. Claudius lagstiftade också om att käranden var tvungen att stanna i Rom medan rättegång pågick, en lag som tidigare enbart gällt för svaranden. Detta ledde till att målen kunde avklaras snabbare. Han lät även höja minimiåldern för jurymedlemmar till 25 år, för att garantera större erfarenhet och vishet bland dessa.
Claudius ägnade sig också åt att lösa konflikter i provinserna. Han befriade ön Rhodos från romerskt styre som ett tack för deras lojalitet och han gav Troja skattefrihet. Tidigt under hans regering infann sig grekernas och judarnas beskickningar samtidigt från Alexandria för att be Claudius att lösa en våldsam konflikt som utbrutit mellan de båda grupperna. Detta utmynnade i det berömda "Brevet till medborgarna i Alexandria", där kejsaren fastslog att judarna hade rätt att bo i staden, men som också förbjöd massiv judisk inflyttning. Enligt Josefus förstärkte Claudius även rättigheterna för övriga judar i romarriket. En av Claudius tjänstemän upptäckte att många romerska medborgare i Trento de facto inte formellt var romerska medborgare. Kejsaren utfärdade då ett påbud att de skulle betraktas som medborgare trots detta, för att undvika administrativa problem. Då individer falskeligen utgivit sig för att vara romerska medborgare straffade dock Claudius dem hårt, antingen med döden eller genom att sälja dem som slavar.
Ett stort antal edikt utfärdades under Claudius regeringstid. Dessa behandlade en mängd olika ämnen, alltifrån medicinska anvisningar till moraliska normer. Två berömda exempel på medicinska förordningar är en som förordar att man skulle använda idegransjuice för att bota ormbett och en annan som förespråkar att man ska kunna släppa väder offentligt för att få god hälsa.. En annan berömd förordning handlar om sjuka slavar. Slavägare hade tagit för vana att lämna sjuka slavar vid Aesculapius tempel på Tiberön, där man lät dem dö. Om de tillfrisknade kom ägarna och begärde att få slavarna tillbaka. Claudius bestämde att slavar som tillfrisknade efter att ha utsatts för denna behandling skulle bli fria. Han föreskrev även att slavägare som dödade slavar skulle kunna åtalas för mord.

### Byggnadsverksamhet

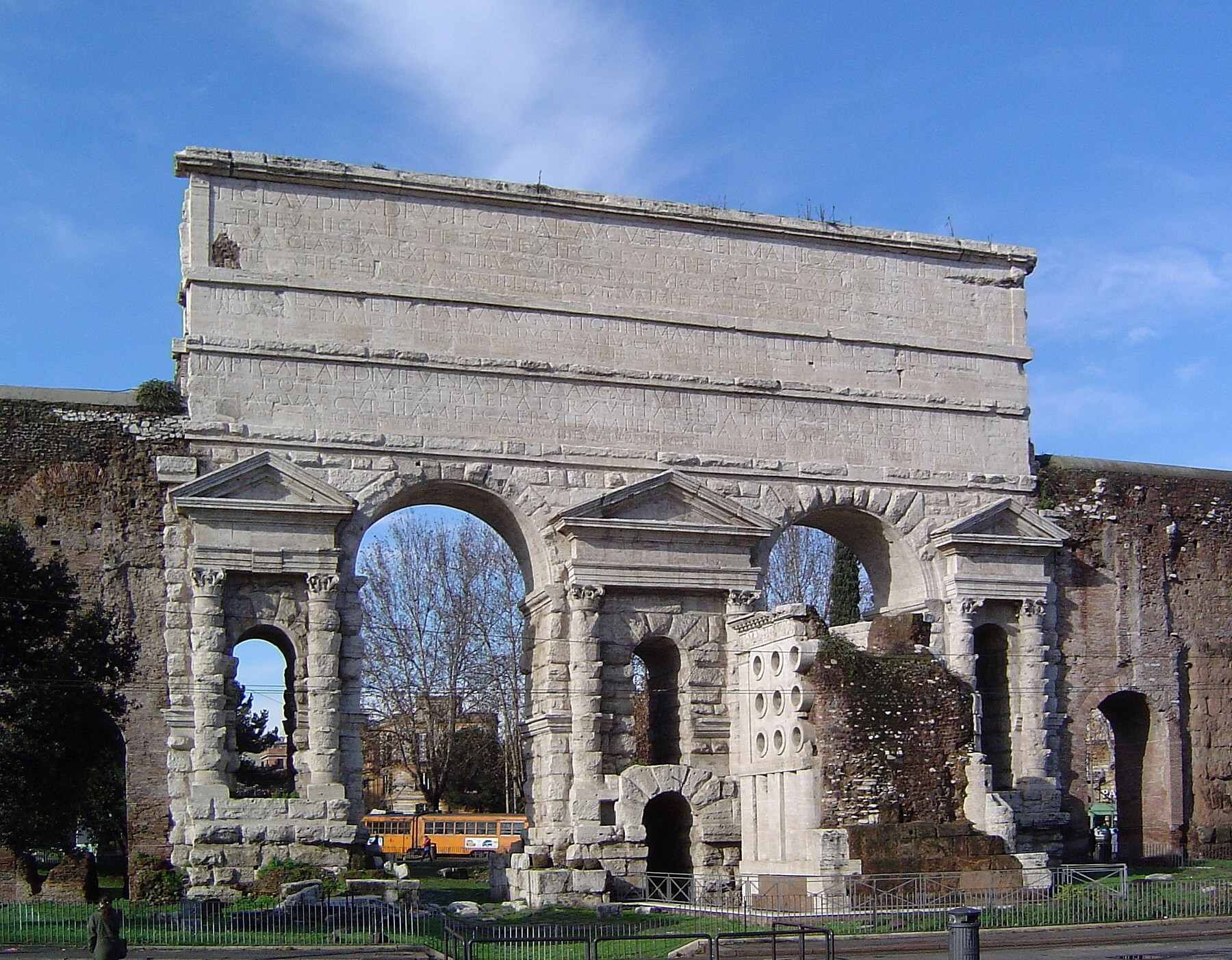
Porta Maggiore i Rom.

Claudius lät uppföra en stor mängd offentliga byggnadsverk, både i huvudstaden och i provinserna. Han byggde två akvedukter, Aqua Claudia som Caligula påbörjat, samt Anio Novus. Dessa leddes in i Rom år 52 e.Kr. och strålade samman vid Porta Praenestina (dagens Porta Maggiore). Han lät också restaurera en tredje akvedukt, Aqua Virgo.
Claudius var mycket intresserad av att förbättra transporterna i imperiet. Han lät bygga en mängd vägar och kanaler både i Italien och i provinserna. Han färdigställde en kanal som ledde från Rhen till havet och en väg från Italien till Germanien, som båda påbörjats av hans far Drusus. Han lät också bygga en farbar kanal mellan Tibern och Portus, den nya hamn han anlagt utanför Ostia. Denna hamn hade byggts i form av en halvcirkel med en fyr vid öppningen. Konstruktionen bidrog även till att minska översvämningar i Rom.
Hamnen i Ostia var ett led i Claudius ansträngningar att avskaffa den ständiga eller åtminstone latenta, bristen på säd i Rom mellan seglationssäsongerna på Medelhavet. Skeppstrafiken avstannade till stor del i oktober och återupptogs först i april. Ett annat led i dessa strävanden var att erbjuda de skeppare som var villiga att riskera en överfart från Egypten under vintern möjligheten att på förmånliga villkor försäkra sina skepp. Han tillerkände även sjömännen särskilda privilegier, såsom romerskt medborgarskap och undantag från de strikta äktenskapslagarna, Lex Papia-Poppaea. Dessutom hävde han skatterna på mat som införts av Caligula och lättade även på andra skatter för att hjälpa områden som drabbats av svält.
Den sista delen av Claudius plan bestod i att försöka utöka mängden odlingsbar mark i Italien. Som ett led i dessa strävanden dränerades bland annat sjön Fucinus, vilket också skulle medföra att floden i närheten blev farbar året runt.  Man grävde en tunnel genom vilken man skulle föra bort sjövattnet. Detta misslyckades dock och när Claudius var där för att bevittna ett gladiatorspel för att fira tunnelns öppnande var han nära att dränkas av en flodvåg från den felkonstruerade tunneln och tvingades fly för sitt liv tillsammans med resten av åskådarna. Försöken att torrlägga sjön upprepades många gånger i historien, till exempel av kejsarna Trajanus och Hadrianus, och av kejsaren Fredrik den II under medeltiden. Projektet genomfördes slutligen på 1800-talet, vilket innebar att man vann 160 000 kvadratmeter mark i området som kunde bli åkermark. Vid detta tillfälle byggdes en tunnel som var tre gånger så stor som den Claudius låtit bygga.

### Förhållandet till senaten
På grund av omständigheterna vid hans trontillträde var Claudius alltid mycket noga med att hålla sig väl med senaten. När senaten sammanträffade satt kejsaren tillsammans med de övriga senatorerna och inväntade sin tur att tala. När han introducerade nya lagar satt han mellan de två konsulerna i kraft av sin tribunicia potestas (folktribuns myndighet). Han frånsade sig i början av sin regering rätten till en mängd av sina företrädares titlar, till exempel titeln imperator, och lät istället senaten successivt tillerkänna honom dessa titlar. Han gav också senaten rätt att prägla sina egna mynt, för första gången sedan Augustus. Senaten fick även utökad jurisdiktion inom provinsförvaltningen. 
Claudius föresatte sig att göra senaten mera effektiv och representativ. Han förebrådde senatorerna för deras motvillighet att diskutera lagförslag han introducerat, vilket framgår av följande fragment av ett tal han höll:
"Om ni godkänner dessa förslag, lagstiftande fäder, säg då det rakt upp och ner med en gång, i enlighet med er övertygelse. Om ni inte godkänner dem, kom då på andra alternativ, men gör det omedelbart. Om ni behöver tid för att överlägga så ta den tiden, under förutsättning att ni kommer ihåg att ni måste vara redo att avge ert svar när helst ni sammankallas. Det rimmar illa med senatens värdighet att förste konsuln enbart ska läsa upp ordagrant vad konsulerna tidigare kommit överens om, och sedan senatorerna bara yttra att de instämmer, och att man sedan när man lämnat senatshuset ska hävda att man "debatterat"
År 47 e.Kr. tillträdde Claudius ämbetet som censor tillsammans med Lucius Vitellius. Detta ämbete hade tillåtits försvinna under en tid, men Claudius utnyttjade det nu för att genomföra vissa förändringar i senaten. Bland annat lät han avskeda några senatorer för oduglighet (även om han lät det se ut som om de frivilligt trädde tillbaka), samtidigt som han utsåg nya senatorer, bland annat från de galliska provinserna. En bronsinskrift som påträffades i Lyon på 1500-talet har bevarat åt oss det tal han höll i senaten, som hade motsatt sig utnämningen av senatorer från dessa områden. Det framgår att han tilltalade senaten med respekt, även om han nästan som en skollärare förebrår den att ha glömt sin läxa. Många viktiga personer i den romerska historien hade kommit utifrån, och Rom hade alltid tagit emot utlänningar med öppna armar. Vidare upphöjde Claudius en mängd nya familjer till den romerska aristokratin, liksom tidigare Julius Caesar hade gjort.
Många senatorer förblev ändå fientligt inställda till Claudius och flera av dem deltog i komplotter mot hans liv. Denna fientliga inställning mot kejsaren präglar även den samtida historieskrivningen. Som en följd av detta tvingades Claudius inskränka senatens befogenheter. Makten över politiska beslut kring handel, ekonomi och inrikespolitik flyttades över på kejserliga tjänstemän. Detta innebar att oviljan gentemot Claudius förstärktes och det klagades över att kejsaren styrdes av sina tjänstemän, som ofta var frigivna slavar.
Flera kuppförsök gjordes under Claudius regering, vilket ledde till många senatorers död. Senatorn Appius Silanus avrättades tidigt under tvivelaktiga omständigheter. Kort därefter leddes ett större uppror av senatorerna Vinicianus och Scribonianus som var ståthållare i Dalmatien vilket fick stöd av flera medlemmar av senaten. Detta uppror misslyckades då man inte fick Scribonianus trupper med sig och flera av de främsta upprorsmakarna valde då att begå självmord. Vid andra tillfällen dömdes senatorer för komplotter som upptäcktes innan de hann genomföras. Claudius svärson Pompeius Magnus avrättades för att ha varit delaktig i en komplott mot Claudius tillsammans med sin far Crassus Frugi. En annan konspiration leddes av konsulerna Lucius Saturninus, Cornelius Lupus, och Pompeius Pedo. År 46 e.Kr. skickades ytterligare senatorer i exil då de försökt få med några av Claudius frigivna slavar i en komplott mot hans liv. Valerius Asiaticus avrättades utan att någon rättegång hölls, av okända orsaker. De antika källorna anser att åtalet var äktenskapsbrott och att Claudius lurades till denna dom. Dock pekar Claudius i ett tal över ett år senare ut Asiaticus som en ogärningsman, vilket tyder på att avrättningen hade allvarligare orsaker. Asiaticus hade gjort anspråk på tronen efter Caligulas död, vilket kan ha haft med saken att göra. Alla dessa komplotter kan ha varit en av anledningarna till att han valde att göra ändringar i senatens sammansättning. Suetonius hävdar att sammanlagt 35 senatorer och mer än 300 medlemmar av Roms aristokrati avrättades för brott mot staten under Claudius regeringstid. Det behöver knappast sägas att detta medförde att förhållandet mellan kejsaren och senaten kom att bli mycket ansträngt.

### Kejserlig administration och maktkoncentration
Claudius var knappast den förste kejsare som använt lojala frigivna slavar snarare än ädlingar som tjänstemän och administratörer. Han tvingades dock att i hög utsträckning utöka deras maktbefogenheter i och med att han fråntog senaten funktioner som överfördes till den kejserliga administrationen, som växte kraftigt. Detta var till stor del en följd av den ovilja som rådde mellan senaten och kejsaren, men även en konsekvens av att Claudius inte ville ha medborgare som underlydande, som om de inte vore jämlikar. 
Den kejserliga administrationen var indelad i avdelningar vilka alla leddes av en frigiven slav. Tiberius Claudius Narcissus var ansvarig för korrespondensen (praepositus ab epistulis), Pallas var ansvarig för finanserna (praepositus a rationibus) och Gaius Julius Callistus (praepositus a libellis) var motsvarigheten till justitieminister. En fjärde avdelning för övriga ärenden leddes av Polybius till dess han avrättades för högförräderi. Dessa tjänstemän kunde även uttala sig offentligt för kejsarens räkning, som till exempel när Narcissus höll tal för trupperna innan de gav sig iväg för att inta Britannien. Senatorerna fann det motbjudande att dessa framträdande poster i staten gavs till före detta slavar. Man föreställde sig att dessa, då de fick makt över pengar, lagstiftning och annat så skulle de enkelt kunna manipulera kejsaren. Detta är precis den anklagelse man ofta finner i de antika källorna. Dessa källor medger dock oftast att de befriade slavarna var mycket lojala mot kejsaren.  Han visade i gengäld mycket stor uppskattning för deras insatser och framhävde gärna när beslut fattades på deras inrådan. Å andra sidan straffades de mycket hårt de gånger de gjorde något som Claudius uppfattade som illojalt. Om man ser på Claudius politik finns det inget som tyder på att hans beslut skulle ändra riktning när tjänstemännen avlöste varandra, vilket tyder på att deras inflytande över honom var begränsat.
Oavsett hur mycket politisk makt de hade så lyckades de före detta slavar som arbetade som tjänstemän åt kejsaren samla på sig betydande förmögenheter. Plinius d.ä. hävdar att flera av dem var rikare än Crassus, som varit Roms rikaste man under republikens sista tid.

### Religiösa reformer, sista tid
Claudius, som hade författat en avhandling om Augustus religiösa reformer, kände att han själv också var beredd att gå vidare med fler. Han hade mycket bestämda åsikter om hur statsreligionen borde vara utformad. När en delegation greker bosatta i Alexandria bad att få tillägna kejsaren ett nytt tempel vägrade han att gå med på detta med motiveringen att enbart gudar kan utse nya gudar. Han återupprättade gamla festdagar samtidigt som han lät avskaffa vissa nya högtider som Caligula introducerat. Han återinförde även en del äldre ritualer och ett äldre, ceremoniellt språkbruk. Claudius oroades av att österländsk filosofi och religion spreds i staden och sökte därför sätt att ersätta intresset för sådant med romerska alternativ. Till exempel försökte han återintroducera de eleusinska mysterierna, som hade utövats flitigt under republikens dagar. Han utvisade utländska astrologer, samtidigt som han återinsatte romerska spåmän på offentliga poster som siare. Han var särskilt hård mot druiderna då deras religion inte var kompatibel med den romerska statsreligionen och de dessutom ägnade sig åt att aktivt värva nya medlemmar. Källorna anger även att han vid något tillfälle lät deportera alla judar från Rom, antagligen i samband med att kristendomen börjat orsaka oroligheter inom den judiska församlingen. Claudius var emot all missionärsverksamhet oavsett religion, samtidigt som han tillät utövning av flera religioner utöver statsreligionen. Claudius alla insatser inom religionen erkändes till och med av hans kritiker, Seneca, som låter en gammal latinsk gud försvara kejsaren i sin satir.
De illdåd som skedde under Claudius tid kan främst skyllas på hans gemål, Messalina, som Claudius så småningom tröttnade på och lät avrätta sedan hon år 48 firat bröllop med sin älskare Gajus Silius under Claudius frånvaro i Ostia. Claudius är en av flera romerska kejsare som omnämns i Nya Testamentet (Apg 11:28). Enligt Apostlagärningarna (Apg 18:2) utdrev Claudius judarna från Rom (vilket ansetts ha skett omkring år 49), något som enligt Suetonius skett eftersom dessa gjort uppror på anstiftan av en viss Krestus.
Claudius nästa och sista gemål, Agrippina den yngre, påstås ha förgiftat honom med svamp, år 54 e.Kr. Hon ville därigenom säkra tronen åt sin son Nero från sitt första äktenskap med Gnaeus Domitius Ahenobarbus. Nero lär ha yttrat att "Svamp är gudaspis. Claudius blev gud av att spisa svamp". Mycket, inte minst tidpunkten (kort innan sonen Britannicus skulle ha myndigförklarats och därmed blivit en konkurrent till adoptivsonen Nero), talar för att det verkligen var fråga om mord, men den 63-årige Claudius kan mycket väl ha dött en naturlig död i sviterna av sina många barnsjukdomar eller av sin dokumenterade alkoholism.
Claudius upphöjdes till gud efter sin död och dyrkades som sådan, något som tyder på att han under sin livstid uträttat en del gott. Kulten avskaffades visserligen senare av Nero, men återinfördes av Vespasianus. Detta tyder på att Claudius eftermäle var gott och att han betraktades som en betydande kejsare.

## I modern kultur
- Claudius är huvudfigur i Robert Graves romaner Jag, Claudius (1934) och Claudius, guden och hans hustru Messalina (1934). Efter ett misslyckat försök att filmatisera böckerna 1937, dramatiserades de slutligen för TV 1976 med Sir Derek Jacobi i huvudrollen.
- Claudius är även en av flera viktiga karaktärer i Granada Televisions TV-serie The Cæsars från 1968.